# Julius Rietz

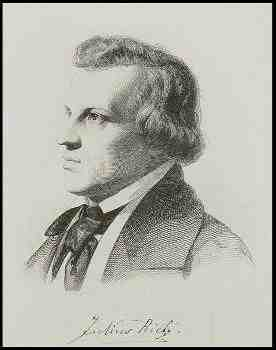
August Wilhelm Julius Rietz

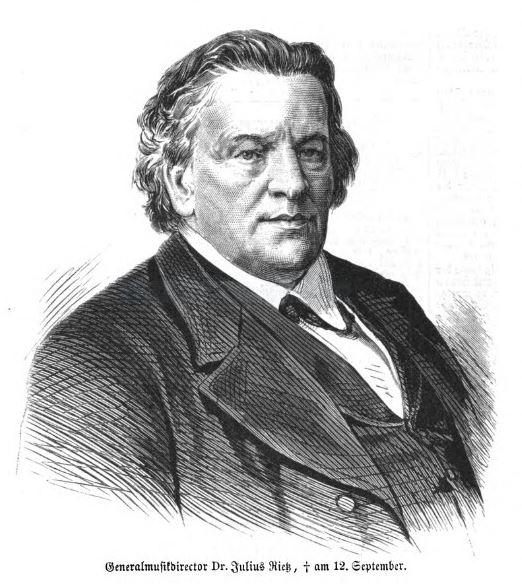
Julius Rietz

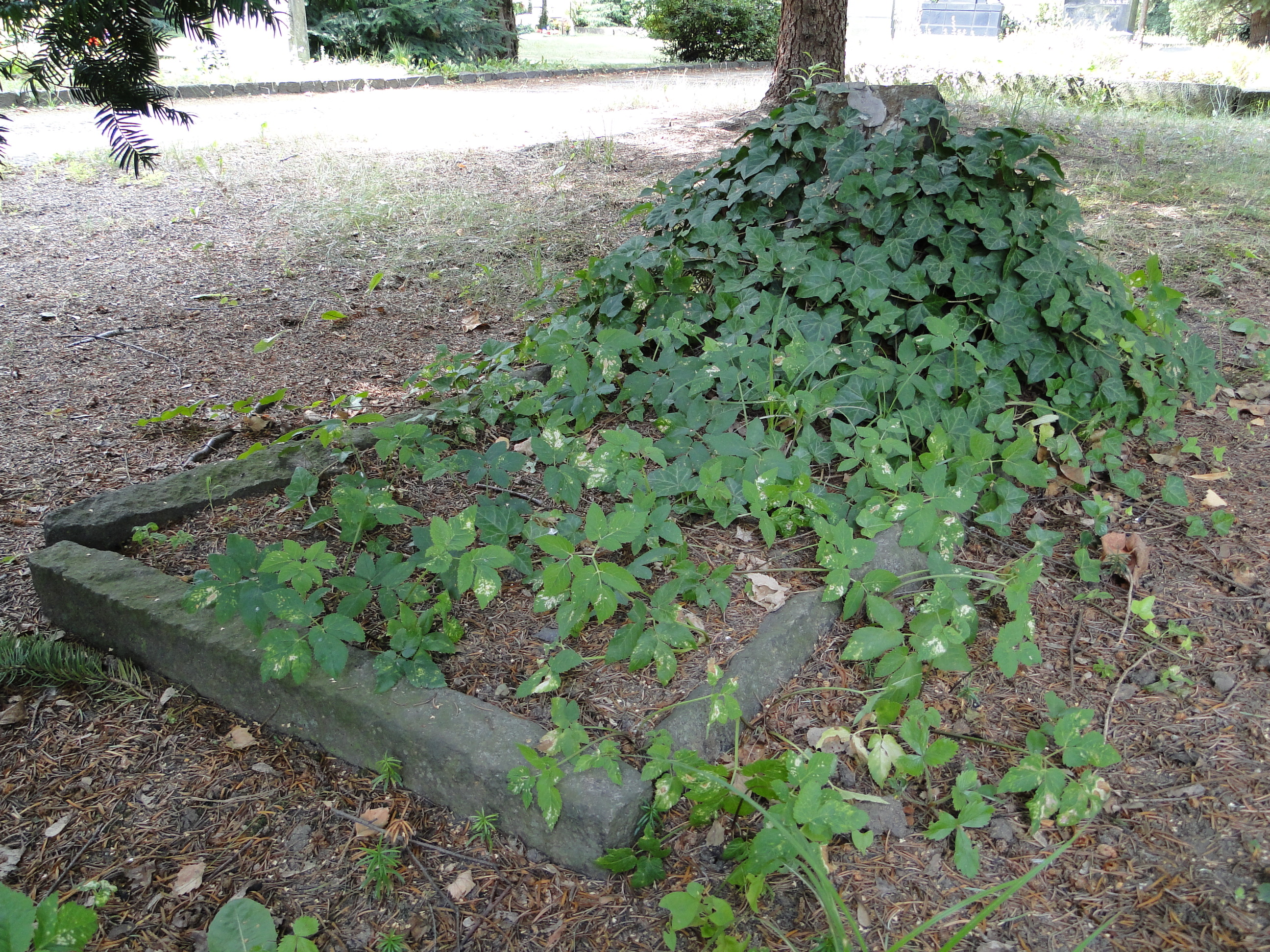
Grab von Julius Rietz auf dem Trinitatisfriedhof in Dresden

August Wilhelm Julius Rietz (* 28. Dezember 1812 in Berlin; † 12. September 1877 in Dresden) war ein deutscher Dirigent, Kompositionslehrer und Komponist.

## Leben
Rietz war Sohn des Kammermusikers Johann Friedrich Rietz (* 12. Juni 1767 in Lübben (Spreewald); † 25. Dezember 1828 in Berlin). Sein älterer Bruder war der Geiger Eduard Rietz. Julius Rietz ließ sich bei Moritz Ganz und Bernhard Romberg zum Violoncellisten ausbilden und studierte Komposition bei Carl Friedrich Zelter.
Bereits im Alter von 16 Jahren trat er in das Orchester des Königsstädtischen Theaters ein. Durch die Freundschaft seines Bruders mit Felix Mendelssohn Bartholdy lernte Rietz den bekannten Komponisten kennen. Nach Vermittlung von Mendelssohn Bartholdy kam er 1834 als zweiter Dirigent an das Stadttheater nach Düsseldorf, das als Immermann’sche Musterbühne in dieser Zeit eine Hochblüte erlebte. 1835 wurde Rietz Nachfolger Mendelssohn Bartholdys als erster Dirigent und 1836 Städtischer Kapellmeister. Durch seine Berufung nach Leipzig war Rietz von 1847 bis 1854 Theaterkapellmeister und übernahm die Leitung der Leipziger Singakademie (bis 1851). In den Jahren 1848–54 und 1856–60 war Rietz zudem Dirigent des Gewandhausorchesters und Kompositionslehrer am Leipziger Konservatorium für Musik und Theater. Hier arbeitete er wieder mit Ferdinand David als Kapellmeister zusammen, mit dem er schon als Jugendlicher im Berliner Königsstädtischen Theater zusammen gespielt hatte. Rietz’ Arbeiten sind stark von Mendelssohn Bartholdy beeinflusst. 1859 wurde Rietz von Vertretern der Universität Leipzig die Doktorwürde (Dr. phil. h. c.) verliehen.
1860 wurde Rietz als Hofkapellmeister nach Dresden berufen (wo er den Schranck No: II entdeckte) und spätestens 1861 künstlerischer Leiter des Königlichen Konservatoriums für Musik und Theater zu Dresden.  Ab 1874 war Rietz Königlich Sächsischer Generalmusikdirektor. Von 1874 bis 1877 leitete er die Redaktion der Breitkopf & Härtelschen Gesamtausgabe von Mendelssohns Werken. Er war Lehrer des bekannten Dresdner Chorleiters und Komponisten Hugo Richard Jüngst, des zum engen Schumannkreis gehörenden Albert Dietrich und des Schweizer Komponisten und Dirigenten Friedrich Hegar.
Rietz starb 1877 in Dresden und wurde auf dem dortigen Trinitatisfriedhof beigesetzt.

## Werke (Auswahl)

### Opern
- Die Eremiten. 1834.
- Jery und Bätely, Das Mädchen aus der Fremde. 1839.
- Ein Carnevalstag in Salamanca. 1844.
- Der Korsar. 1850.
- Georg Neumark und die Gambe. 1859.

### Ouvertüren
- Opus 11, Hero und Leander
- Opus 53, Lustspielouvertüre

### Konzerte
- Opus 29, Klarinettenkonzert g-moll
- Opus 33, Konzertstück für Oboe und Orchester f-moll

### Sonstiges

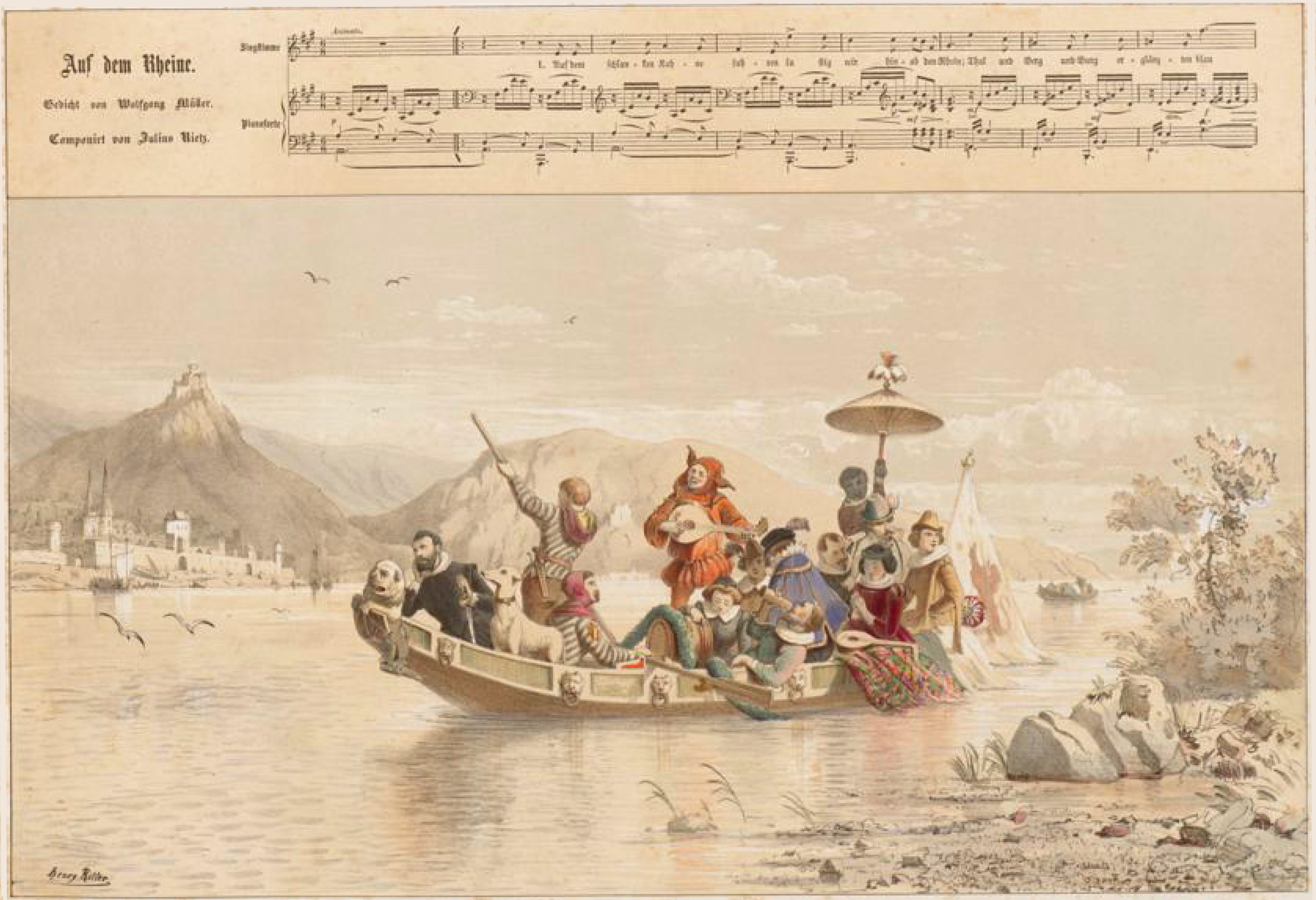
Auf dem Rheine, Illustration von Henry Ritter im Düsseldorfer Lieder-Album, 1851

- Sinfonie Nr. 1 g-Moll op. 13 (1843)
- Sinfonie Nr. 2 A-Dur op. 23 (1846)
- Sinfonie Nr. 3 Es-Dur op. 31 (1854/55)
- Altdeutscher Schlachtgesang
- Dithyrambe für Männerchor und Orchester op. 20
- Kompositionen in: Düsseldorfer Lieder-Album: 6 Lieder mit Pianofortebegleitung. Arnz, Düsseldorf 1851. (Digitalisierte Ausgabe der Universitäts- und Landesbibliothek Düsseldorf)

## Ehrungen
- Ehrendoktor der Universität Leipzig
- Ritterkreuz des Albrechts-Ordens
- Nordstern-Orden
- In Düsseldorf trägt die Julius-Rietz-Straße und in Dresden die Rietzstraße seinen Namen.